# Brad Sucks
Brad Sucks ist eine kanadische Pop-Rock-Band. Sie wurde 2001 von Brad Turcotte (* 14. November 1976) gegründet und war eine der ersten Bands die Gebrauch von freier Musikdistribution, im Sinne freier Software machte.
Turcotte veröffentlichte die erste, völlig selbstproduzierte Single „Brad Sucks One“ im Jahr 2001 auf seiner Website. Er veröffentlichte sie als Open-Source Musik, stellte also die einzelnen Bestandteile (Audiodateien), aus denen sich der Song zusammensetzte, frei ins Internet.
Turcotte verzichtet auf viele Rechte an seiner Musik, was die kostenlose Verbreitung durch Social Networks und Open-Source Musikportale ermöglichte und somit zum schnellen Erfolg seiner Musik beitrug. 2004 steuerte er ein neues Audio-Schema für den Instant-Messenger Pidgin bei.
Das Album „Out of It“ wurde am 8. September 2008 veröffentlicht. Am 1. Dezember 2008 veröffentlichte Turcotte in einer kurzen Botschaft auf seiner Webseite, dass Spence und McGarvy die Band verlassen haben.
Brad Turcotte führt das Projekt seitdem als Solomusiker fort, was auch in den neueren Songs deutlich wird, da diese sich sehr auf elektronische Sounds stützen. Am 2. November 2012 wurde nach langer Zeit das dritte Studioalbum Guess Who's A Mess veröffentlicht.

## Alben

### I Don't Know What I'm Doing

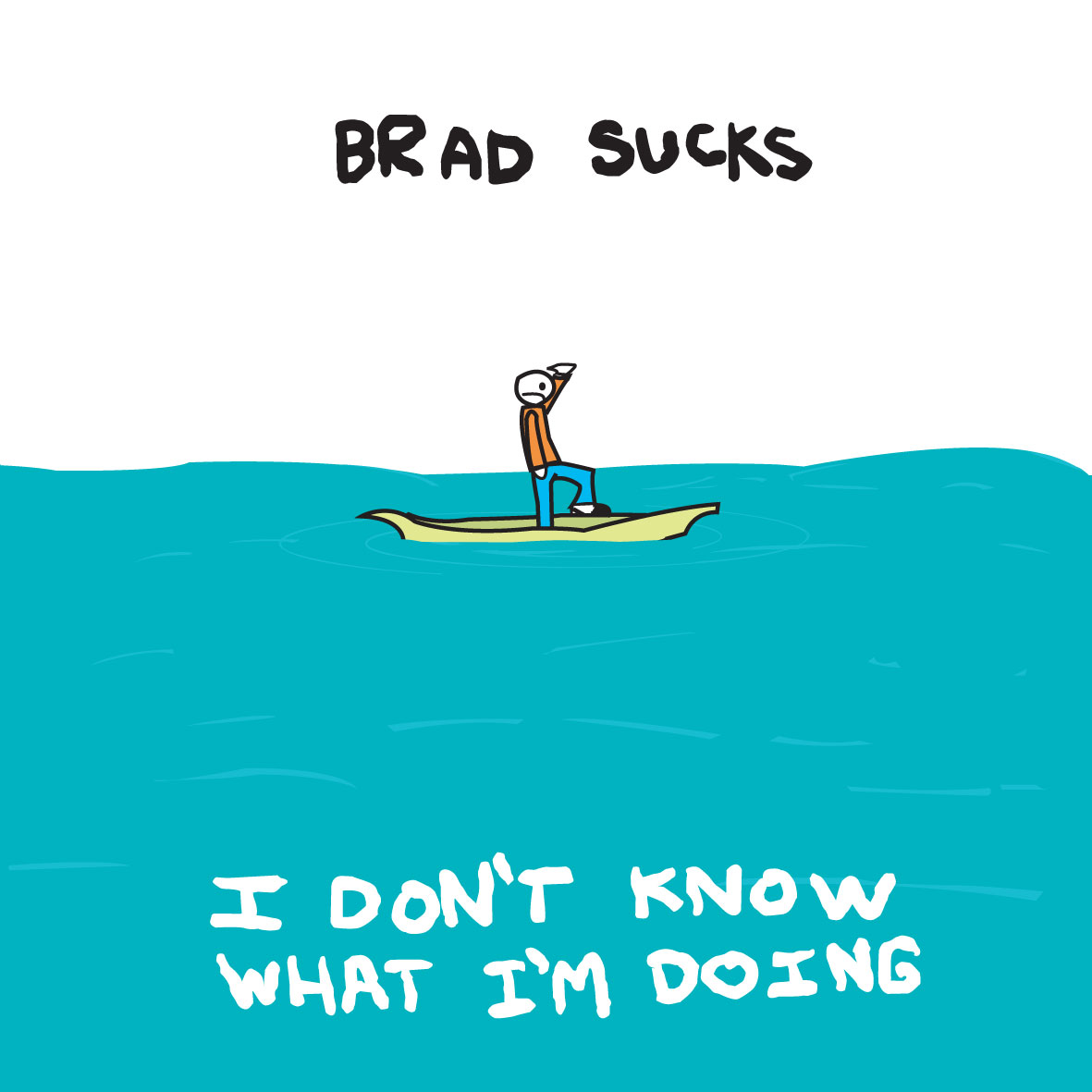
I Don't Know What I'm Doing Cover

Alle Titel geschrieben von Brad Turcotte
1. „Making Me Nervous“ – 2:37
2. „Look and Feel Years Younger“ – 4:38
3. „Fixing My Brain“ – 3:57
4. „Bad Attraction“ – 3:14
5. „Sick as a Dog“ – 3:14
6. „Borderline“ – 3:14
7. „I Think I Started a Trend“ – 3:04
8. „Never Get Out“ – 2:05
9. „Overreacting“ – 3:32
10. „Dirtbag“ – 3:50
11. „Time to Take out the Trash“ – 2:49
12. „Work out Fine“ – 4:11

### Out of It
Alle Titel geschrieben von Brad Turcotte
1. „Dropping out of School“ – 3:43
2. „Certain Death“ – 3:49
3. „Fake It“ – 3:34
4. „Bad Sign“ – 3:52
5. „There's Something Wrong“ – 3:28
6. „Gasoline“ – 3:57
7. „Total Breakdown“ – 2:19
8. „Understood by Your Dad“ – 2:50
9. „Out of It“ – 3:39
10. „You're Not Going Anywhere“ – 3:38

### Guess Who's A Mess
Alle Titel geschrieben von Brad Turcotte
1. „In Your Face“ – 3:21
2. „Come Back“ – 3:25
3. „Feel Free! Plastic Surgery!“ – 3:31
4. „Guess Who's a Mess“ – 3:17
5. „Waste of TV“ – 3:35
6. „Model Home“ – 3:37
7. „The First Thing About Me“ – 3:16
8. „Thanks for the Add “ – 3:40
9. „Fluoride“ – 3:42
10. „Just in a Phase“ – 3:38